# Schraubenzieher

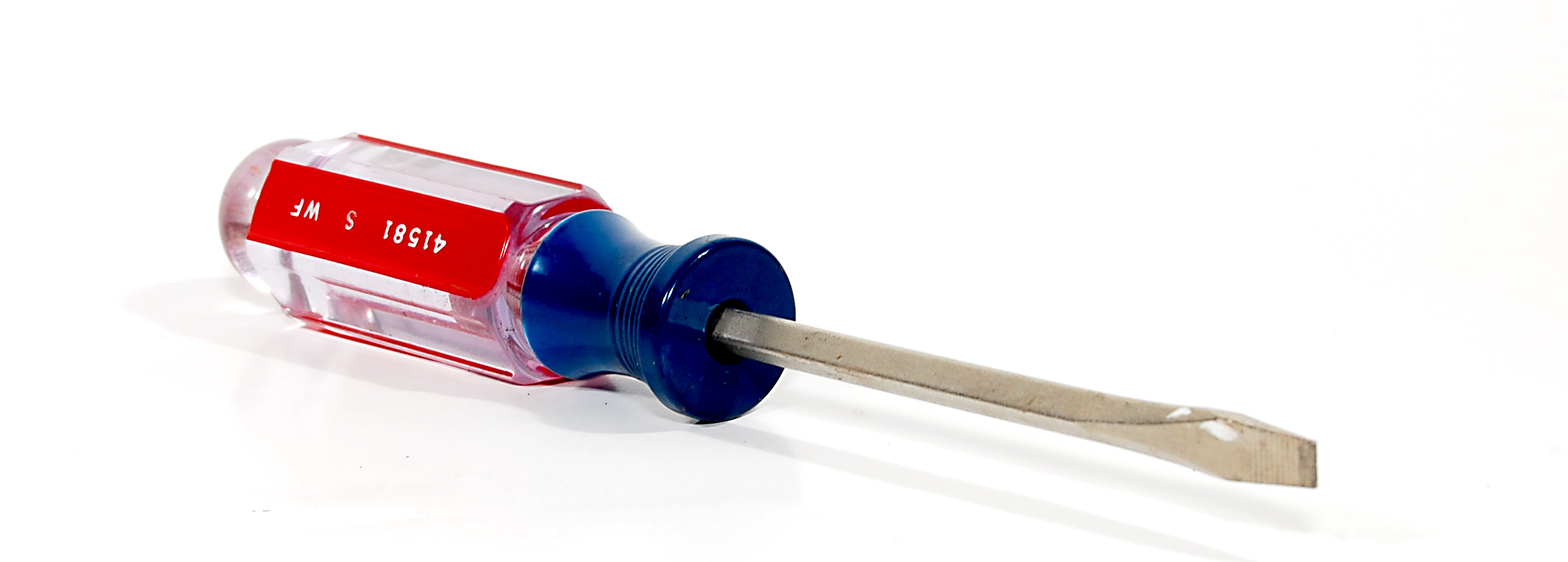
Schlitzschraubenzieher

Schraubenzieher, seltener auch Schraubendreher, sind mechanische Werkzeuge, bestehend aus Griff und Klinge, die dazu vorgesehen sind, Schrauben in Werkstoffe hinein- oder herauszuschrauben, sie festzuziehen oder zu lösen oder gegen Mitdrehen zu blockieren.

## Begriff
Die Begriffe Schraubendreher und Schraubenzieher haben sich historisch in ihrer Popularität abgewechselt, insbesondere je nach Handwerk, in dem sie Verwendung fanden (siehe Geschichte). Je nach Verwendung gelten beide Begriffe auch als terminologisch korrekt, da Schrauben sowohl gedreht als auch festgezogen werden können. Obwohl sich in der Fachliteratur mindesten seit den 1970er Jahren Bemühungen finden den Begriff Schraubenzieher nicht mehr zu nutzen und in heutigen Normen auch nur noch der Begriff Schraubendreher Verwendung findet, konnte sich Schraubendreher im allgemeinen Sprachgebrauch nicht durchsetzen und die korrekte Verwendung ist weiterhin häufiger Diskussionsgegenstand.

## Aufbau und Anwendung

Auswahl häufiger Schraubenkopfprofile: (a) Schlitz, (b) Phillips, (c) Pozidriv, (d) Torx, (e) Inbus, (f) Vierkant: Robertson, (g) Tri-Wing, (h) Torq-Set, (i) Spanner. Für weitere Antriebe siehe: Liste der Schraubenkopfantriebe.

Ein Handschraubenzieher besteht aus Klinge und Griff. Die Klingenspitze (Abtrieb) ist für eines oder mehrere der unterschiedlichen Schraubenkopf-Mitnahmeprofile (Antrieb) entsprechend ausgeformt, beispielsweise:
- Schlitzschraubenzieher für einfache Längs- oder Flachschlitzschrauben (Kennzeichen SL)
- Kreuzschlitzschraubenzieher für herstellerspezifische Kreuzschlitzschrauben. Die beiden geläufigsten Typen sind:
  - Phillips-Kreuzschlitz (Die Flanken verjüngen sich zur Schraubenspitze hin; Kennzeichen PH)
  - Pozidriv-Kreuzschlitz (Weiterentwicklung des Phillips-Kreuzschlitz; durch die planparallelen Flanken ist ein geringerer axialer Anpressdruck zum Erreichen des benötigten Anzugdrehmoments erforderlich; Kennzeichen PZ)
- Sechskantschraubenzieher (auch Mutterndreher[8]) für Schrauben mit Außen- (vergl. Steckschlüssel) oder Innensechskantkopf (Inbus)
- Torx-Schraubenzieher in Form eines sechsstrahligen Sterns (Sechsrundprofil, Kennzeichen TX).

Es gibt unterschiedliche Arten der Befestigung von Klinge und Griff, unter anderem auch durch den Griff verlaufende Klingen. Auf diese kann man auch mit einem Hammer schlagen, um z. B. festsitzende Schrauben zu lösen. Isolierte Schraubenzieher haben eine Isolierung bis zur Klinge, so dass die Gefahr eines Stromschlags reduziert ist. Speziell für den Einsatz in der Elektroinstallation gibt es Schraubenzieher, die für Arbeiten an unter Spannung stehenden Teilen explizit zugelassen sind. Manche Schraubenzieher haben eine magnetische Klinge, die ein Herabfallen der losen Schraube verhindert, oder eine mechanische Vorrichtung für den gleichen Zweck. Uhrmacher und andere Feinmechaniker verwenden Schraubenzieher, bei denen am oberen Ende des Griffs eine drehbare Platte angebracht ist. Darauf kann die Handfläche abgestützt werden, während die Finger den Griff drehen.
Vor allem für elektrisch und pneumatisch angetriebene Schraubenzieher (z. B. Akkuschrauber) verwendet man kurze, austauschbare Schraubenziehereinsätze (Bits), die die notwendige Form und Größe für die entsprechende Schraube haben.
Sonderformen des Schraubenziehers sind manchmal mit anderen Funktionen kombiniert; beispielsweise gibt es Schlitzschraubenzieher, mit denen man auch meißeln kann, und Drehmoment-Messschraubenzieher mit auswechselbarer Klinge, die in der Qualitätssicherung oder industriellen Produktion eingesetzt werden.
Einpolige Spannungsprüfer (manchmal auch Phasenprüfer oder Lügenstift genannt) sind zwar meist mit Schraubenzieherklinge konstruiert – deren mechanische Beständigkeit eignet sich aber generell nicht zum Lösen und Festdrehen von Schrauben.

## Galerie

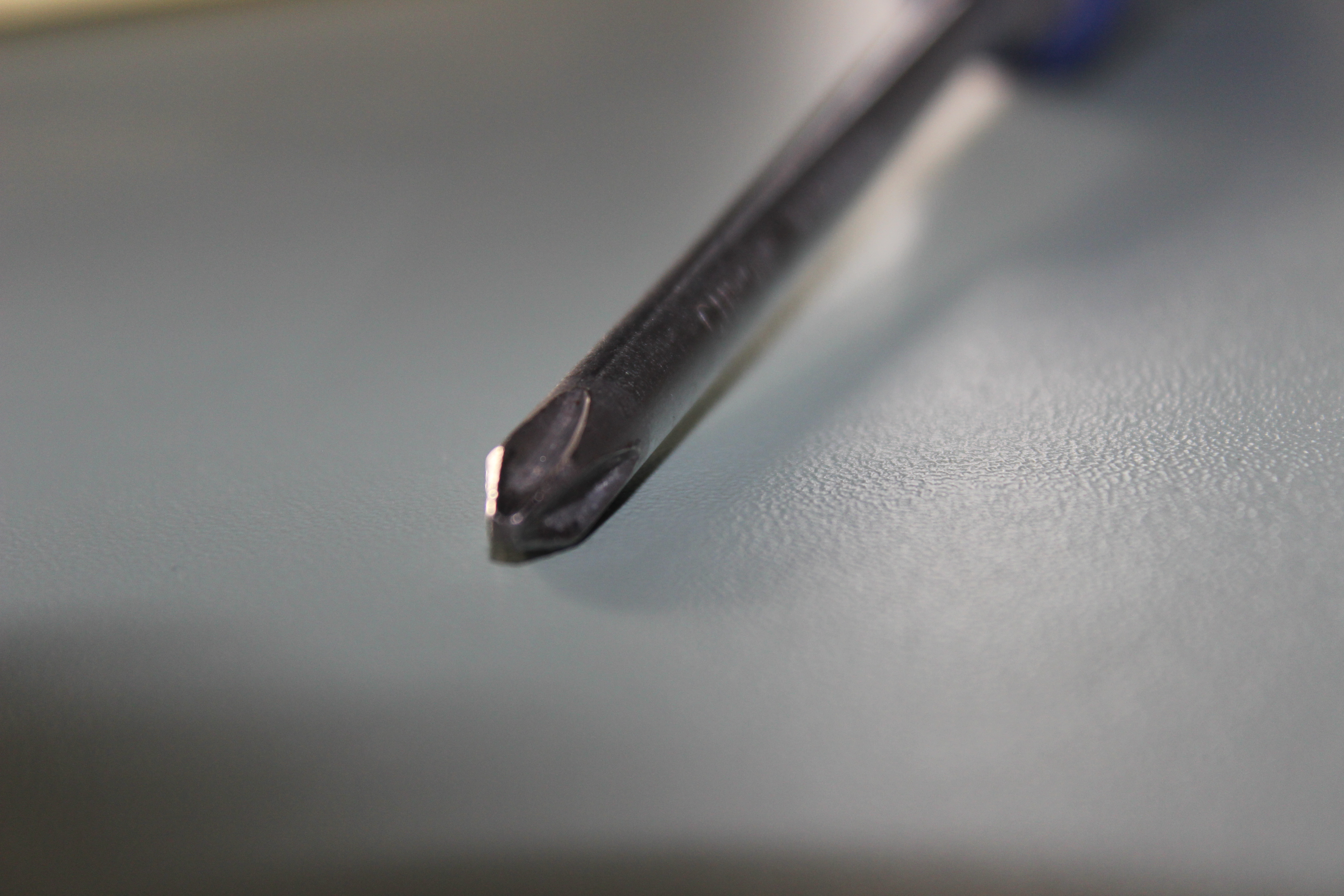
Kreuzschlitzschraubenzieher-Klinge
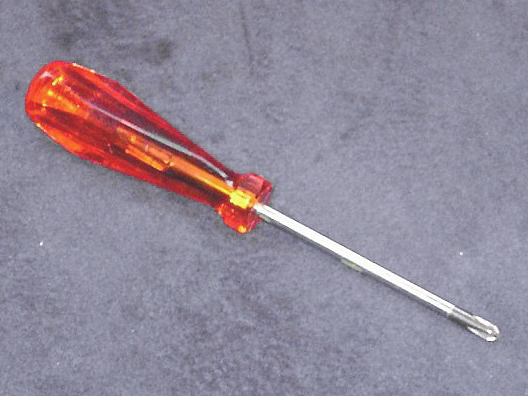
Phillips-Kreuzschlitzschraubenzieher
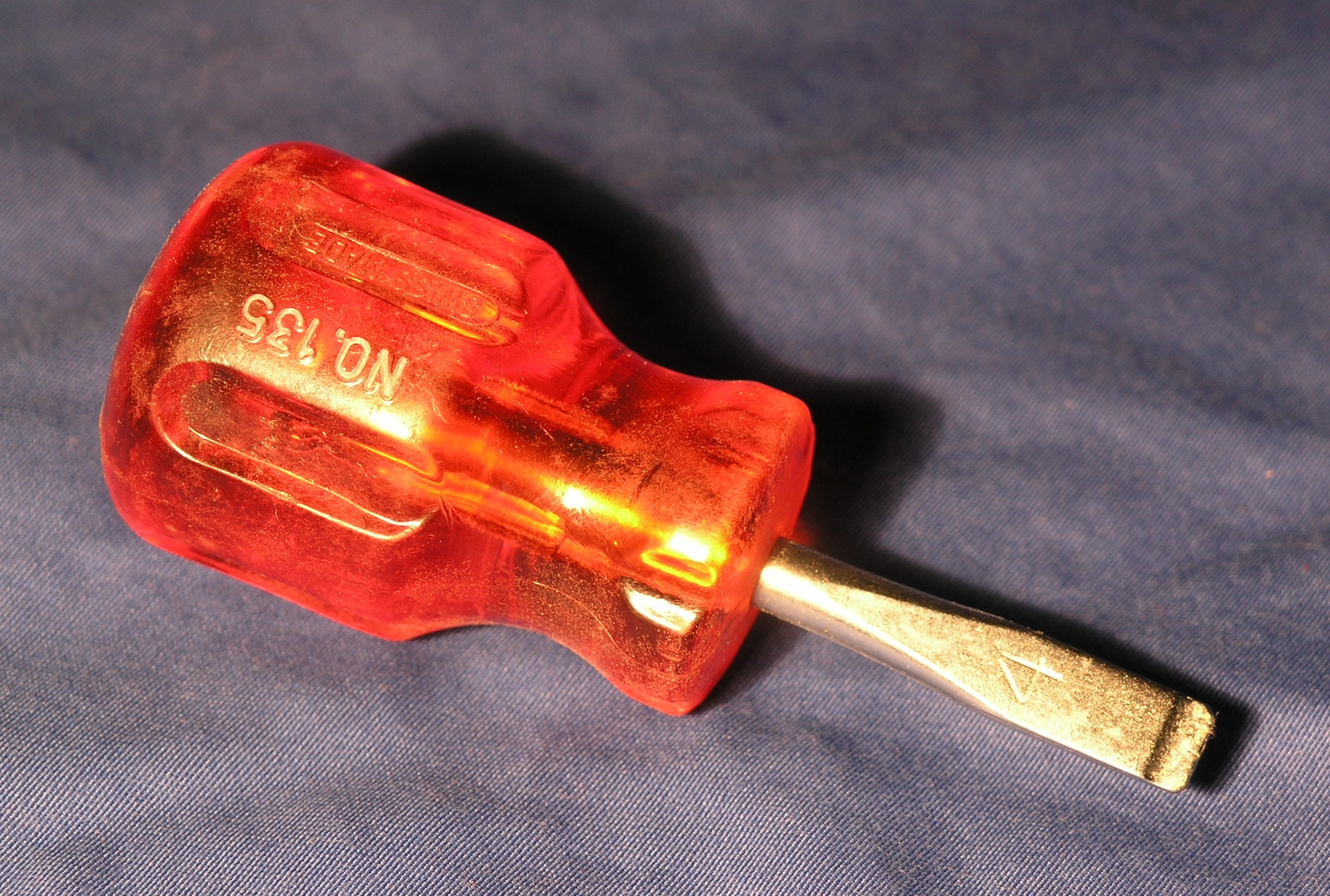
Schlitzschraubenzieher mit verkürzter Klinge; auch Stubby,[10] Zwerg-, Vergaserschrauben- oder in Österreich Faustschraubenzieher genannt.
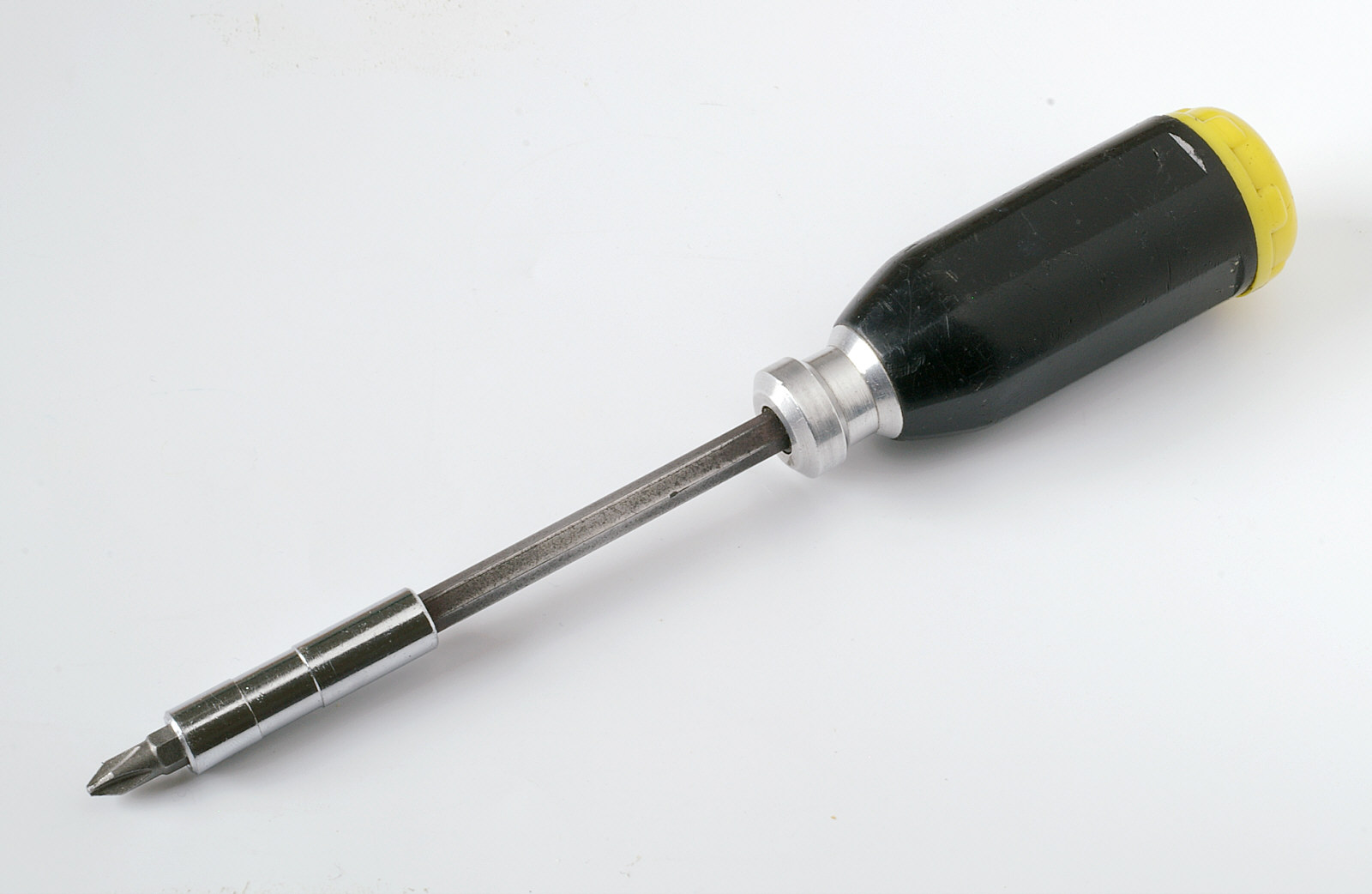
Schraubenzieher mit Magnethalter für Bits
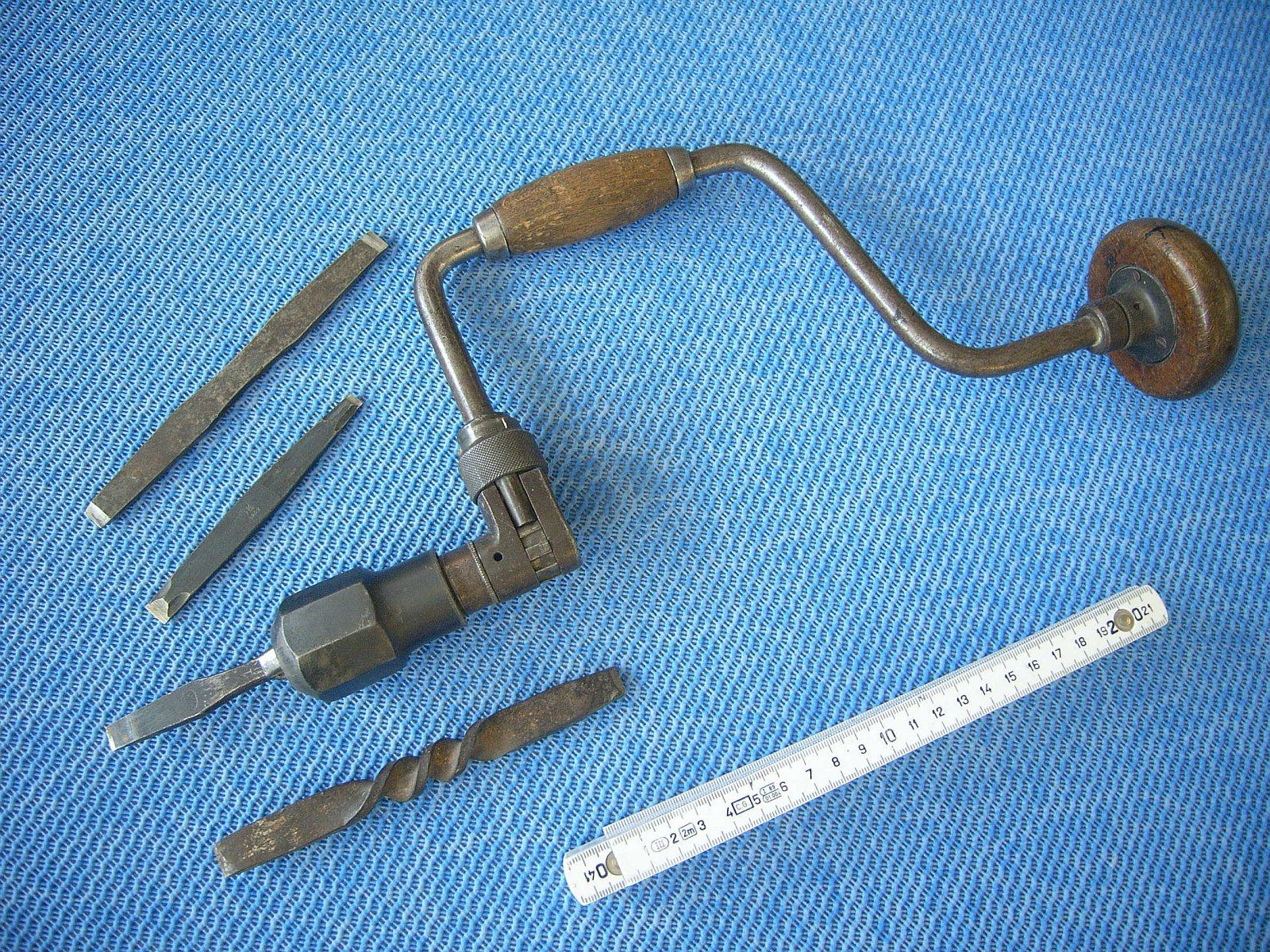
Schraubenzieherklingen für und mit Bohrwinde
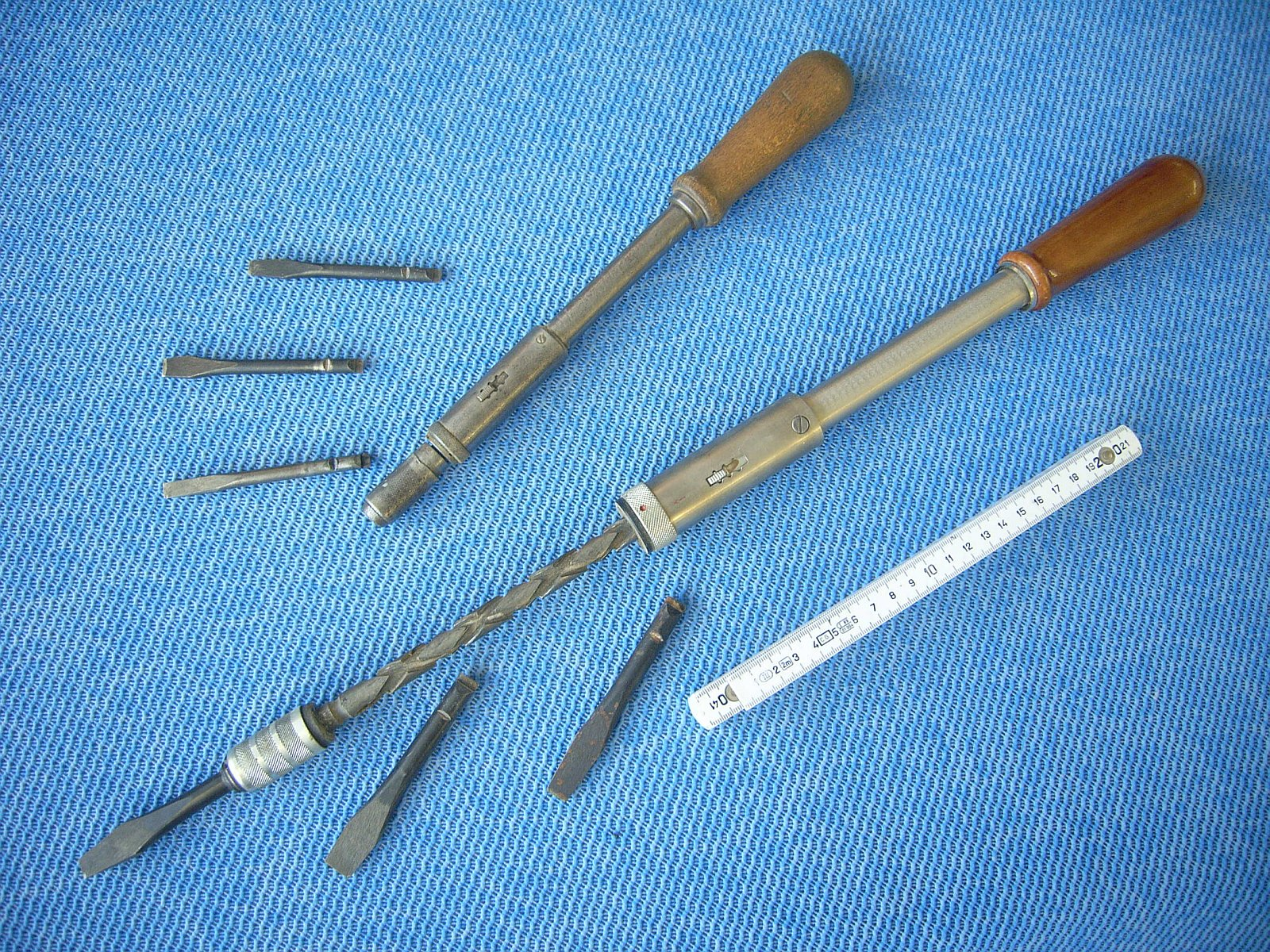
Drillschraubenzieher
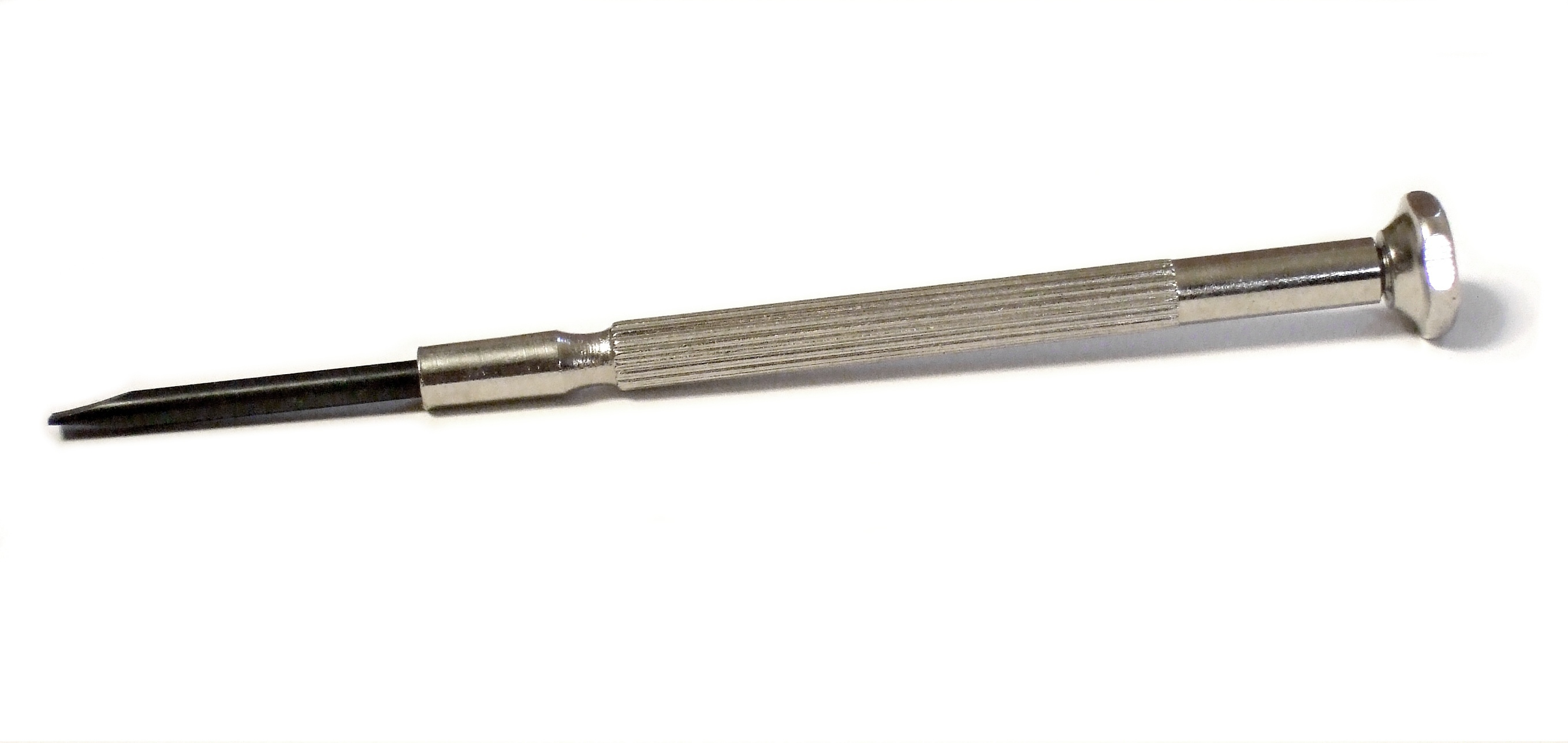
Feinmechanikerschraubenzieher mit drehbarer Platte für die Fingerauflage

## Geschichte
Die frühesten dokumentierten Schraubenzieher stammen aus dem Spätmittelalter, dabei es ist unklar, ob sie in Deutschland oder in Frankreich erfunden wurden. Die ursprünglichen Namen des Werkzeugs lauten „Schraubendreher“ bzw. französisch „Tournevis“. Die erste bekannte urkundliche Erwähnung des Schraubenziehers findet sich im Hausbuch von Schloss Wolfegg, einer Handschrift aus der Zeit zwischen 1475 und 1490.
Die beschriebenen Schraubenzieher hatten birnenförmige Griffe und waren für Schlitzschrauben bestimmt. Sie wurden im 15. Jahrhundert zur Befestigung von Brust- und Rückenpanzern sowie Helmen an  Ritterrüstungen und schließlich für mehrere Teile der aufkommenden Feuerwaffen, insbesondere des Luntenschlosses bzw. Steinschlosses, verwendet.
Bis zur industriellen Revolution waren Schraubenzieher jedoch kaum verbreitet, da die Handfertigung von Schrauben sehr aufwendig war. Erste Werkzeugmaschinen die Schraubenköpfe und Gewinde frästen statt schliffen und dadurch die Metallschraube popularisierten, kamen ab 1760 auf.
Insbesondere in der Holzarbeit wurden Schrauben, ähnlich den heutigen Nagelschrauben, anfangs oft mit dem Hammer eingeschlagen und mit dem Schraubenzieher nur festgezogen. Auf diese Verwendung als Werkzeug, das hauptsächlich zum Fest- bzw. Anziehen der Schrauben diente, wird oft der Ursprung des Begriffes „Schraubenzieher“ zurückgeführt. Noch 1895 moniert ein Fachbuch: „Mit dem Hammer eingeschlagene Schrauben wirken wie Nägel, […], was einem nutzlosen Unfug gleichkommt.“
Ab dem 20. Jahrhundert kamen zunehmend neue Schraubenprofile auf, welche die Handhabung gegenüber der klassischen Schlitzschraube verbesserten sollten. Einer der ersten erfolgreicheren Vertreter war die Robertson-Schraube, die sich 1908 mit der Automobilindustrie durchsetzte, das bis heute populäre Kreuzschlitz Profil von Henry Phillips wurde erst im Zweiten Weltkrieg populär.

## Normen (Auswahl)
- ISO 2380–1 Schraubwerkzeuge – Schraubendreher für Schrauben mit Schlitz – Teil 1: Spitzen für hand- und maschinenbetätigte Schraubendreher
- ISO 2380–2 Schraubwerkzeuge – Schraubendreher für Schrauben mit Schlitz – Teil 2: Allgemeine Anforderungen, Längen der Klingen und Kennzeichnung von handbetätigten Schraubendrehern
- ISO 2936 Schraubwerkzeuge, Winkelschraubendreher für Schrauben mit Innensechskant
- ISO 8764-1 Schraubwerkzeuge – Schraubendreher für Schrauben mit Kreuzschlitz – Teil 1: Schraubendreherspitzen.
- ISO 8764-2 Schraubwerkzeuge – Schraubendreher für Schrauben mit Kreuzschlitz – Teil 2: Allgemeine Anforderungen, Längen der Klingen und Kennzeichnung von handbetätigten Schraubendrehern
- DIN 905 Schraubendreher für Innenvierkantschrauben
- DIN 5200 Winkelschraubendreher für Schlitzschrauben, Maße
- DIN 5208 Winkelschraubendreher für Schrauben mit Kreuzschlitz
- DIN 5264 Schraubendreher für Schrauben mit Schlitz, Schraubendreherschneiden
- ÖNORM M 4930 Schraubendreher für Schlitzschrauben

## Ähnliche Werkzeuge
Für Muttern und Schrauben mit kantigen Köpfen können Schraubenschlüssel verwendet werden.
Angetriebene Geräte sind der Elektroschrauber (Bohrschrauber oder Schlagschrauber) und der Druckluftschrauber.